# Estere

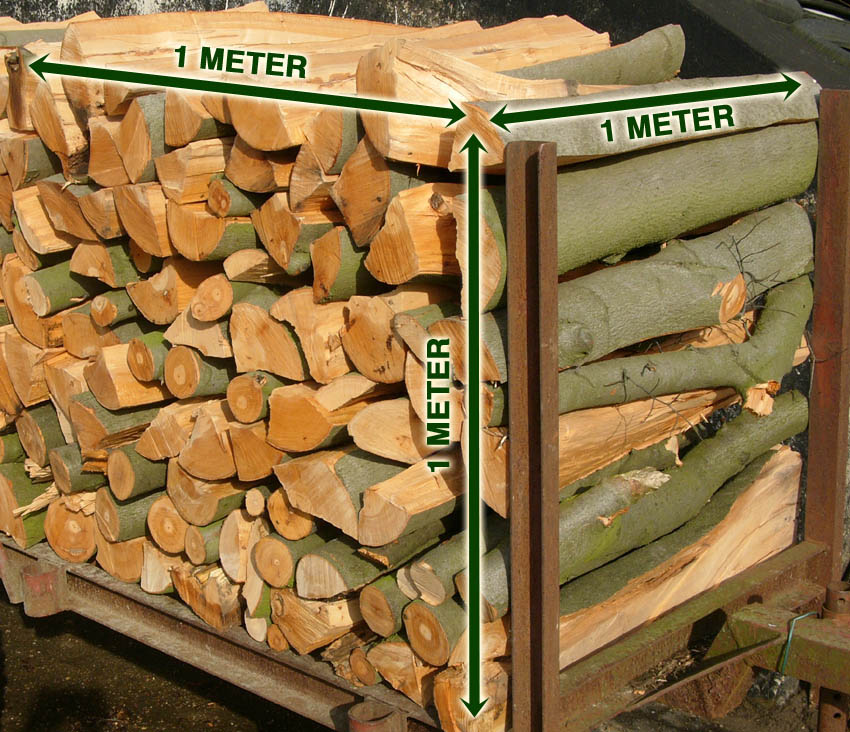
Um estere de lenha para lareira.

Estere (do grego: στερεός stereos 'sólido'), por vezes grafado estéreo ou metro-estere, é uma unidade de volume, utilizada na medição de madeiras ou lenhas, que representa o volume aparente de madeira contido numa pilha com as dimensões de 1,0 m de altura, 1,0 m de largura e 1,0 m de profundidade. Foi inicialmente uma unidade do Sistema Internacional de Unidades, do qual já foi excluída, e encontra-se em progressivo desuso. O símbolo adoptado é st.

## Descrição
A unidade foi criada como parte do sistema métrico original, aparecendo pela primeira vez em França no ano de 1793 como o equivalente métrico para a unidade tradicional francesa de medida de lenhas designada por "corde".
Para determinar o volume real de material presente num estere é necessário determinar o denominado "factor de cubicagem" ou "factor de conversão da madeira", o qual depende das características do material a avaliar, nomeadamente da homogeneidade, tortuosidade, classe de diâmetro e comprimento dos toretes ou achas, características que em boa parte dependem da espécie florestal (ou essência florestal) cuja madeira está a ser avaliada, do grau de secura da madeira e do maneio florestal utilizado.
A sua utilização fora do sector silvícola, embora não sujeita à mesma ambiguidade, é muito reduzida, estando restrita a poucas referências em hidrologia em que o estere ou o quilo-estere são raramente utilizados em medições de volumes hídricos por área.